# الحرس الوطني (الكويت)
الحرس الوطني الكويتي هي مؤسسة عسكرية مستقلة تأسست في 6 يونيو 1967، ومهمتها الأساسية هي الدفاع عن البلاد وأراضيها. رئيس الحرس الوطني حالياً هو الشيخ مبارك حمود الجابر الصباح منذ 13 نوفمبر 2024، ونائبه هو الشيخ فيصل نواف الأحمد الصباح. 
وجدت الفكرة طريقها إلى النور بالمرسوم رقم 2 لسنة 1967 الصادر في 6 يونيو 1967 بإنشاء الحرس الوطني الكويتي وذلك في عهد أمير الكويت الأسبق الشيخ صباح السالم الصباح. ووفقاً لهذا المرسوم فإن الحرس الوطني هيئة مستقلة عن الجيش والشرطة، ويكون الالتحاق به عن طريق التطوع من بين المواطنين، ومهامه تتماثل في أن يعاون الحرس الوطني القوات المسلحة وهيئات الأمن العام كلما طلب إليه هذا العون، ويسهم في أغراض الدفاع الوطني متعاوناً مع الهيئات المشكلة لهذا الغرض وترأس الحرس الوطني منذ تأسيسيه الشيخ سالم العلي السالم الصباح وشغل المنصب حتى وفاته في 12 أغسطس 2024 وفي 13 نوفمبر 2024 عُين الشيخ مبارك حمود الجابر الصباح رئيساً للحرس الوطني خلفاً له. 
ويتم اختيار منتسبيه وفق معايير شبيهة بالقبول في وزارتي الداخلية والدفاع، وتتشعب مهامه بين تقديم الإسناد للقوات المسلحة في الدفاع عن الوطن أو يحاول اختراق حدوده ويدعم وزارة الداخلية الكويتية بمساندتها في الحفاظ على الأمن والاستقرار وتأمين الأهداف أو المنشآت الحيوية في البلاد، ويقدم كل أوجه الدعم لأجهزة الطوارئ في حالات الكوارث الطبيعية وصولا إلى الحرائق الكبيرة.

## التاريخ
يعتبر الحرس الوطني امتداد مباشر إلى الفرسان والرجال الذين دافعوا عن أسوار الكويت الثلاثة في فترة ما قبل النفط. ومنذ نشأة الحرس الوطني الكويتي، وبتوجيه من قيادته شارك جنباً إلى جنب في جميع النزاعات التي انخرطت فيها الجيش الكويتي لدولة الكويت منذ عام 1967؛ مثل حادثة الصامتة وحرب أكتوبر وحرب الخليج الأولى والغزو العراقي للكويت وحرب الخليج الثانية وعملية المراقبة الجنوبية وعملية ثعلب الصحراء وغيرهم.
جاء تأسيس الحرس الوطني الكويتي لأول مرة خلال حرب الأيام الستة وبعد أحداث عملية فانتاج عندما كان  الشيخ جابر الأحمد الصباح وليًا للعهد ورئيساً لمجلس الوزراء من خلال المرسوم الثاني لعام 1967 في 6 يونيو 1967. في عهد أمير الكويت الأسبق الشيخ صباح السالم الصباح. وقد تولى رئاسة الحرس الوطني الشيخ سالم العلي السالم الصباح، وشكّل نواة الحرس الوطني والذي كان دافعاً لتشكيل قوى المهام المختلفة داخل مؤسسة الحرس الوطني العسكرية، وظل الشيخ سالم العلي السالم الصباح على رأس المؤسسة منذ تأسيسها في 1967 حتي وفاته ليخلفه الشيخ مبارك حمود الجابر الصباح.

## رئاسة الحرس الوطني

### رؤساء الحرس الوطني
| # | الاسم                          | الصورة | فترة تولي المنصب | فترة تولي المنصب |
| - | ------------------------------ | ------ | ---------------- | ---------------- |
| 1 | الشيخ سالم العلي السالم الصباح |        | 6 يونيو 1967     | 12 أغسطس 2024    |
| 2 | الشيخ مبارك حمود الجابر الصباح |        | 13 نوفمبر 2024   | حتى الآن         |

### نواب رئيس الحرس الوطني
| # | الاسم                           | الصورة | فترة تولي المنصب | فترة تولي المنصب |
| - | ------------------------------- | ------ | ---------------- | ---------------- |
| 1 | الشيخ نواف الأحمد الجابر الصباح |        | 16 أكتوبر 1994   | 14 يوليو 2003    |
| 2 | الشيخ مشعل الأحمد الجابر الصباح |        | 13 يناير 2004    | 8 أكتوبر 2020    |
| 3 | الشيخ أحمد نواف الأحمد الصباح   |        | 19 نوفمبر 2020   | 9 مارس 2022      |
| 4 | الشيخ فيصل نواف الأحمد الصباح   |        | 9 نوفمبر 2022    | حتى الآن         |

## المعدات
| الاسم                 | النوع                      | الكمية           | بلد المنشأ       | ملاحظات |
| --------------------- | -------------------------- | ---------------- | ---------------- | --- |
| Pandur                | ناقلة جنود مدرعة           | 150              | النمسا           | 70 في 6 إصدارات، بعضها مع برج الديك 90 مم دخلت الخدمة لأول مرة عام 1997 (من إنتاج AV Technology). 80 Pandur II مع برج Bushmaster مقاس 25 مم |
| Desert Chameleon      | ناقلة جنود مدرعة           | 29               | الولايات المتحدة | مركبة 6 × 6 بمدفع 30 ملم. دخلت الخدمة لأول مرة عام 2011.                                                                                    |
| Condor (APC)          | ناقلة جنود مدرعة           | 8                | ألمانيا الغربية  | تمتلك الكويت النسخة المتطورة (كوندور II) |
| Shorland S600         | ناقلة جنود مدرعة           | 22               | المملكة المتحدة  | 5 عربات. تم طلبه في عام 1997 |
| Véhicule Blindé Léger | ناقلة جنود مدرعة           | 40               | فرنسا            | |
| هامفي                 | سيارة عسكرية متعددة المهام | أكثر من 1 تقربيا | الولايات المتحدة | |
| Sherpa light Scout ‏   | سيارة عسكرية متعددة المهام | 120              | فرنسا            | 120 في الخدمة، 300 أخرى تم طلبها منذ عام 2016                                                                                               |

## وصلات خارجية
- موقع رئاسة الحرس الوطني الكويتي